# Jörgen Holm
Jörgen Holm, född den 1 oktober 1968, är en svensk flipperspelare med signaturen IFK.
Spelar just nu i Three Crowns, som rankas nr 1 inom World of Warcraft Sverige.

## Biografi
Jörgen Holm började spela flipper som 14-åring. Efter ett längre uppehåll återupptog han spelandet i början av 2000-talet. Han deltog i det 2003 återuppståndna Flipper SM och kom på en tredje plats. 
År 2004, 2009, 2014 (Classic), 2016 (Classic) och 2019 (Main + Classic). har han vunnit SM. 5 gånger SM vinnare i Dubbelpar med Jorian Engelbrektsson. 
Jörgen Holm har som bäst varit rankad etta på den internationella organisationen International Flipper Pinball Association IFPA:s lista, vilket skedde 1 augusti 2006.
Sommaren 2013 vann han världsmästerskapen i flipper, IFPA10 World Pinball Championship. Tävlingarna avgjordes i Echzell i Tyskland..
Jörgen Holm har även vunnit EM i Classic 2008 och 2010 samt i lag vid 5 tillfällen.
Jörgen Holm har även under flera år varit en framgångsrik spelare i spelet World of Warcraft. Där har han oftast gått under namnet Shoplifter, Shoppan, Shoppy eller Shopp.

## Kommentar
1. ↑  Signaturen används som identifiering av spelaren på flipperspel. Normalt var det tre bokstäver som registrerades på de tidiga flipperspelen.